# W.1 (szybowiec)
W.1 – polski szybowiec amatorski, skonstruowany w dwudziestoleciu międzywojennym.

## Historia
W gimnazjum męskim księży marianów uczniowie w 1924 roku rozpoczęli budowę szybowca z zamiarem wzięcia udziału w II Wszechpolskim Konkursie Szybowcowym. Budową kierował Władysław Gallar, nadzorował ją Wojciech Woyna - pilot i instruktor modelarstwa. Po ukończeniu budowy szybowiec został zaprezentowany na wystawie LOPP, która miała miejsce w październiku 1924 roku w Warszawie. 
Z nieznanych powodów szybowiec nie dotarł na konkurs rozegrany na Oksywiu, nieznane są też jego dalsze losy.

## Konstrukcja
Jednomiejscowy szybowiec konstrukcji drewnianej, w układzie wolnonośnego górnopłatu. Kadłub o przekroju prostokątnym, zbudowany na czterech podłużnicach. Podwozie trójpunktowe z kołami osadzonymi na wspólnej osi i płozą ogonową.